# Corytoplectus purpuratus
Corytoplectus purpuratus är en tvåhjärtbladig växtart som beskrevs av Rodr.-flores och L.E. Skog. Corytoplectus purpuratus ingår i släktet Corytoplectus och familjen Gesneriaceae. Inga underarter finns listade i Catalogue of Life.